# Peremoha, Novohrad-Volînskîi
Peremoha (în ucraineană Перемога) este un sat în comuna Nova Romanivka din raionul Novohrad-Volînskîi, regiunea Jîtomîr, Ucraina.

## Demografie
Componența lingvistică a localității Peremoha
     Ucraineană (98,87%)
     Rusă (1,13%)
Conform recensământului din 2001, majoritatea populației localității Peremoha era vorbitoare de ucraineană (98,87%), existând în minoritate și vorbitori de rusă (1,13%).